# Pantophthalmidae
Famille
Les Pantophthalmidae  sont une famille d'insectes diptères brachycères qui comprend plus d'une vingtaine d'espèces de distribution néotropicale.

## Liste des genres et espèces
Selon Catalogue of Life (14 sept. 2019) :
- genre Opetiops
  - Opetiops alienus
- genre Pantophthalmus
  - Pantophthalmus argyropastus
  - Pantophthalmus batesi
  - Pantophthalmus bellardii
  - Pantophthalmus chuni
  - Pantophthalmus comptus
  - Pantophthalmus engeli
  - Pantophthalmus facetus
  - Pantophthalmus frauenfeldi
  - Pantophthalmus kerteszianus
  - Pantophthalmus pictus
  - Pantophthalmus planiventris
  - Pantophthalmus punctiger
  - Pantophthalmus roseni
  - Pantophthalmus rothschildi
  - Pantophthalmus splendidus
  - Pantophthalmus subsignatus
  - Pantophthalmus tabaninus
  - Pantophthalmus vittatus
  - Pantophthalmus zoos

Selon ITIS (14 sept. 2019) :
- genre Exeretoneura
- genre Heterostomus